# Louis Drouet
Pour les articles homonymes, voir Drouet.
Louis-François-Philippe Drouet, né à Amsterdam le 14 avril 1792 et mort à Berne le 30 septembre 1873, est un flûtiste et compositeur français.

## Biographie
Né d'un père français expatrié aux Pays-Bas et barbier de profession, Louis Drouet commence la flûte en autodidacte avant d'entrer au Conservatoire de Paris à l'âge de sept ans.
À 16 ans, il est premier flûtiste et professeur de Louis Bonaparte, frère de Napoléon, roi de Hollande. Après avoir enchaîné voyages en Angleterre et tournées en Europe, il devient en 1840 directeur de musique chez le duc de Saxe-Cobourg-Gotha.
Drouet était un grand ami de Felix Mendelssohn. William Gordon, co-inventeur de la flûte de Boehm, et Wilhelm Popp furent ses élèves. Il est souvent qualifié de « Paganini de la flûte ».

## Œuvres
Le musicologue Arthur Pougin a voulu attribuer à Louis Drouet (semble-t-il à tort) la mélodie de l’hymne officieux du Second Empire Partant pour la Syrie, bien que considéré comme ayant été composé par Hortense de Beauharnais, reine de Hollande de 1806 à 1810, mère de Napoléon III.
Compositions musicales
- 10 concertos
- plus de 20 duos, trios, solos et des fantaisies
- plus de 300 études
- Cent études pour la flûte, œuvre 126, Paris, ed. Schlesinger, 71 p.lire en ligne sur Gallica

Méthode pédagogique
- Méthode pour la flûte, ou Traité complet et raisonné pour apprendre à jouer de cet instrument, Paris : A. J. Pleyel et fils aîné, 1828[2] ; Mayence & Anvers : B. Schott, 1829[3] ; traduction en anglais sous le titre Drouët's Method of Flute Playing, Londres, R. Cocks, 1830[4] ; réédition en français par Arlette Biget et Michel Giboureau dans  Flûte traversière : méthodes, traités, périodiques, vol. III, Courlay : J. M. Fuzeau, 2005[5].